# تره کوهی
ترهٔ کوهی (با نام علمی: Allium ampeloprasum Var Iranicum)، گیاهی علفی است که مزه‌اش به پیازچهٔ خام می‌ماند و خود به سان تره است. خام آن را چون سبزی همراه با خوراک می‌خورند. همچنین از آن در پخت کلانه نیز استفاده می‌شود. اگر در دشت روییده باشد آن را «کوراده» و اگر در کوه روییده باشد بدان «کنیوال» گویند.